# Antiexemplu (album)
ANTIEXEMPLU este al patrulea album al formației Carla's Dreams. Este al doilea album lansat în România, după albumul NGOC lansat în 2016. Lansarea a avut loc la 13 mai 2017, printr-un concert la Arenele Romane, unde în trecut au mai avut un concert la lansarea albumului NGOC.La fel ca și la primul concert,biletele au fost sold-out. Deși concertul nu a avut invitați speciali pe scenă,au fost momente când piesele în duete au fost intrepertate într-un alt fel. La piesa P.O.H.U.I trupa a cântat-o împreună cu Inna prin intermediul unui apel video prin Skype,iar pentru piesa Inima,refrenul a fost cântat de Delia Matache printr-o înregistrare video făcută cu ceva timp înainte de concert. Piesele cântate la concert au fost atât de pe albumul respectiv,cât și din repertoriul lor. 

## Lista pieselor
1. Antiexemplu
2. Imperfect
3. Tu Și Eu (ft. Inna)
4. Ne bucurăm în ciuda lor
5. Animal de pradă
6. Unde
7. Inima (ft. Delia)
8. Треугольники
9. Anti CSD
10. Până la sânge
11. Acele
12. Formula Apei